# Carlos Hathcock
Pour les articles homonymes, voir Hathcock.
Carlos Hathcock (20 mai 1942 – 23 février 1999), surnommé Lông Trắng (plumes blanches) par le Vietcong, est un sniper du Corps des Marines. Il a revendiqué 93 tirs létaux durant son service au Viêt Nam, et a détenu pendant 35 ans le record de distance de tir au combat avec un ennemi abattu à 2286 mètres pendant la guerre du Viêtnam. Son record et les récits de ses exploits ont fait de lui une véritable légende parmi les Marines. Sa renommée de tireur d'élite et son habileté au tir à longue distance lui ont permis de devenir un des principaux créateurs du programme d'entrainement des tireurs d'élite des Marines. En son honneur, Springfield Armory a nommé une variante du fusil de précision M21 : le fusil M25 White Feather.

## Décorations
- Silver Star. Hathcock a été décoré de la Silver Star en 1996 pour avoir, en 1969, sauvé la vie de 7 marines après que leur véhicule a sauté sur une mine. Hathcock a alors bravé les flammes pour aller récupérer ses camarades dans les débris de la voiture.
- Purple Heart
- Navy and Marine Corps Commendation Medal